# Saint Joseph (Dominica)
Saint Joseph é uma paróquia de Dominica.
O rio Layou, o maior de Dominica, percorre todo o seu trajeto dentro da paróquia de Saint Joseph. Ele nasce na região montanhosa do interior da ilha e deságua na costa oeste, no Mar do Caribe, ao sul da cidade de Saint Joseph.

## Principais cidades
- Morne Raquette
- Saint Joseph
- Salisbury